# Eisenacher Straße (métro de Berlin)
Eisenacher Straße  est une station de la ligne 7 du métro de Berlin, dans le quartier de Schöneberg.

## Géographie
La station se trouve au croisement d'Eisenacher Straße et de Grunewaldstraße.

## Histoire
Elle est construite entre 1968 et 1970 d'après les plans de Rainer G. Rümmler dans le cadre du prolongement vers le nord-est de la ligne 7. Les murs sont recouverts de panneaux d'amiante-ciment verts, les poteaux sont carrelés en jaune. La couleur verte évoque la ville de Thuringe Eisenach et aussi la forêt de Thuringe. La conception de la station est la même que pour Bayerischer Platz et Walther-Schreiber-Platz.

## Correspondances
La station de métro a des correspondances avec des lignes d'omnibus de la Berliner Verkehrsbetriebe.